# 法尤姆省
法尤姆省（阿拉伯语：محافظة الفيوم），是埃及的一個省，位于該國中部。首府法尤姆。面积1,827平方公里，人口2,512,792人（2006年统计）。

## 外部連結
- 官方網頁 （页面存档备份，存于） （英文） （阿拉伯文）